# حقوق الإنسان في البرتغال
تعتبر البرتغال عمومًا ناجحة في دعم الحريات المدنية وحماية حقوق الإنسان لمواطنيها. وقد أثبتت البرتغال أنها عازمة على تعزيز حقوق الإنسان واحترامها على الصعيدين الدولي والوطني. قالت وزيرة العدل في البلاد (فرانسيسكا فان دونم) في سبتمبر 2018 إن البرتغال لديها (سجل جيد) في مجال حقوق الإنسان لكن الانتهاكات ما تزال مستمرة.
البرتغال هي دولة عضو في الاتحاد الأوروبي، وبالتالي يتمتع مواطنوها بحماية ميثاق الاتحاد الأوروبي للحقوق الأساسية. كون البرتغال عضوًا في الاتحاد الأوروبي هي أيضًا دولة عضو في الأمم المتحدة (يو إن) (UN)، ووقَّعت على الإعلان العالمي لحقوق الإنسان لذا فهي موقعة على دعم هذه الحقوق.

## التاريخ
أنهى انقلاب عسكري نظام أستيادو نوفو وفي 25 أبريل من عام 1974 الذي أبرم الفاشية في البرتغال، وكان بداية ديمقراطية جديدة بعد 48 عامًا من الدكتاتورية و 13 عامًا من الحرب الاستعمارية. أدى ذلك إلى ديمقراطية برلمانية وإلى دستور الجمهورية البرتغالية الجديد لعام 1976 الذي يضمن لمواطنيها حقوقًا أساسية. وينص الباب الأول من الدستور على الحقوق والواجبات الأساسية للمواطنين.
قبل أن تصبح البرتغال عضوًا في الأمم المتحدة، أصبحت عضوًا في 14 ديسمبر عام 1955. وعلى الرغم من أن البرتغال عضو منذ عام 1955، لم تصبح عضوًا نشطًا في لجنة حقوق الإنسان التابعة للأمم المتحدة إلا بعد أن استعادت الديمقراطية في عام 1974، ما شجع على حماية حقوق الإنسان وتعزيزها جميعها في كل مكان من العالم.
في عام 1979، أنشأت البرتغال نظام الرعاية الصحية الخاص بها الذي يتيح لجميع مواطنيها الحصول على الرعاية الصحية مجانًا للمرة الأولى. وهذا يؤيد المادة 25 من الإعلان العالمي لحقوق الإنسان التي تنص على أن «لكل فرد الحق في مستوى معيشي ملائم لصحة نفسه ولأسرته ورفاههم، بما في ذلك الغذاء والملبس والمسكن والرعاية الطبية والخدمات الاجتماعية اللازمة، والحق في الضمان في حالة البطالة والمرض والعجز والترمل والشيخوخة وغير ذلك من حالات انعدام سبل العيش في ظروف خارجة عن إرادته».
انضمت البرتغال رسميًا إلى الاتحاد الأوروبي في 1 يناير عام 1986 بعد أن تقدمت بطلب للانضمام في 28 مارس عام 1977. وفي إطار الاتحاد الأوروبي، عقدت الاتفاقية الأوروبية لحقوق الإنسان -التي وقعتها البرتغال وصدقت عليها- التزامًا قانونيًا بالتقيد بمعايير معينة من السلوك.

## حقوق الأطفال
في عام 1990، وقعت البرتغال على اتفاقية حقوق الطفل وصدقت عليها. وبعد ذلك، وقَّعوا وصدقوا على البروتوكولات الاختيارية لاتفاقية حقوق الطفل بشأن اشتراك الأطفال في الصراعات المسلحة وبيع الأطفال واستغلالهم في البغاء واستخدامهم في إنتاج المواد الإباحية في عام 2003. وفي عام 2013 وقَّعوا وصدقوا على البروتوكول الاختياري لاتفاقية حقوق الطفل بشأن الإجراء المتعلق بتقديم البلاغات.

### الفقر
وقد أدى التوقيع والتصديق على الاتفاقية والبروتوكولات الاختيارية إلى زيادة الموارد المخصصة لتحسين حقوق الطفل في البرتغال. وعلى الرغم من التحسينات التي طرأت، ما تزال هناك قضايا خطيرة تؤثر على حقوق الطفل. ويعيش واحد من كل خمسة أطفال أي 20% منهم تحت خط الفقر والبرتغال واحدة من أعلى ثماني دول تعاني من أعلى مستويات الفقر بين الأطفال.

### الاستغلال الجنسي
أصبحت البرتغال مسارًا جديدًا للشبكات الإجرامية في أفريقيا جنوب الصحراء الكبرى للإتجار بالأطفال في منطقة شينغن للاستغلال الجنسي. وقد اكتشفت الدراسة العالمية التي أجرتها المنظمة الدولية لإنهاء استغلال الأطفال في البغاء والإتجار بهم في عام 2016 أن البرتغال أصبحت وجهة سفر شائعة بشكل متزايد بالنسبة إلى مرتكبي الجرائم الجنسية من الأطفال.
إن القوانين البرتغالية القائمة لمكافحة هذه المسألة واردة في المادة 160-2 من قانون العقوبات، وتنص على عقوبات بالسجن تتراوح بين ثلاث وعشر سنوات على جريمة الإتجار بالأطفال لأغراض الاستغلال، بما في ذلك الاستغلال الجنسي. مع أن هذا التدبير قد وضع مشروع قانون بشأن وضع إستراتيجية وطنية تحمي الأطفال من الاستغلال والاعتداء الجنسيين، لم يُعتمد قط.

## حقوق المثليات والمثليين وثنائيي الصفات الجنسية ومغايري الهوية الجنسانية
كانت المثلية الجنسية جريمة حتى عام 1982. وحين أدخلت تعديلات على هذه القوانين في عام 1982 جُرّمَت العلاقات الجنسية المثلية بين الأشخاص الذين تجاوزوا السادسة عشرة من العمر.قد استفاد مجتمع المثليات والمثليين وثنائيي الصفات الجنسية ومغايري الهوية الجنسانية في البرتغال عند انضمام البرتغال إلى الاتحاد الأوروبي الذي انضمت إليه رسميًا في الأول من يناير عام 1986. وقد أفاد هذا المجتمع من خلال الاتصال بالحريات التي كانت تتمتع بها بلدان أخرى أعضاء في الاتحاد الأوروبي. وبعد إلغاء التجريم للمثلية الجنسية ظهرت منظمات المثليات والمثليين وثنائيي الصفات الجنسية ومغايري الهوية الجنسانية وجماعات حقوق المثليين في التسعينيات في البرتغال. وأحرزت البرتغال تقدمًا سريعًا منذ عام 1982 في مجال التقدم القانوني في مجال حماية حقوق مجتمع المثليات والمثليين وثنائيي الصفات الجنسية ومغايري الهوية الجنسانية ومساندتهم.
في عام 2001، اعتُرف بنقابات مدنية للأزواج من نفس الجنس. ثم قدم هؤلاء الأشخاص في عام 2004 حقوقًا دستورية تمنع صراحة التمييز القائم على التوجه الجنسي لشخص ما، وهي واحدة من الدول القليلة في العالم التي أدرجت هذا في دستورهم. وفي عام 2010 شرعوا أيضًا زواج المثليين لتكون الدولة التاسعة في العالم التي قامت بذلك في ذلك الوقت. وبعد ست سنوات فقط من ذلك شرعوا أيضًا تبني الأطفال من قبل الأزواج من نفس الجنس.
فيما يتعلق ببقية بلدان العالم، اعتُرف بالبرتغال باعتبارها دولة تقدمية مع حقوق مجتمع المثليات والمثليين وثنائيي الصفات الجنسية ومغايري الهوية الجنسانية. وقد وافق البرلمان البرتغالي مؤخرًا في أبريل عام 2018 على قانون يسمح لمغايري الهوية الجنسانية بالاعتراف القانوني بالجنس المفضل لديهم من قبل الحكومة دون أن يشخصوا على أنهم مرضى عقليين. والبرتغال واحدة من ست دول أوروبية فقط تسمح بذلك. حظروا أيضًا من خلال هذا القانون إجراء عملية جراحية غير ضرورية على الأطفال المخنثين؛ لأنها يمكن أن تسبب الألم مدى الحياة فضلًا عن المضاعفات الصحية وفقدان الإحساس الجنسي.
منح الفرع الأوروبي للرابطة الدولية للمثليات والمثليين في البرتغال، وهي مؤسسة خاصة للتضامن الاجتماعي تحمي حقوق مجتمع المثليات والمثليين وثنائيي الصفات الجنسية ومغايري الهوية الجنسانية في البرتغال، جائزة قوس قزح لكلية الشرطة القضائية لبرنامجها التدريبي الذي يركز على التمييز ضد المثليين الجنسيين.

## حقوق المرأة

### التاريخ
قبل الإطاحة بالحكومة الاستبدادية في عام 1974 كانت النساء مقيدات بموجب قانون العقوبات، ولم يكن لهن أي اتصال بالجماعات النسائية الدولية وبالتالي كانت سلطتهن التنظيمية ضئيلة. ومع الدستور الجديد في عام 1976، حصلت المرأة على نفس المساواة القانونية التي حصل عليها الرجل. وقامت لجنة وضع المرأة (التي أعيدت تسميتها باسم لجنة المساواة وحقوق المرأة في عام 1991) بدور لتحسين وضع المرأة في البرتغال وحماية حقوقها، وتأسست هذه اللجنة في عام 1977. وبعد ذلك بعشرين عامًا، أدمج مجلس الوزراء المنظور المتعلق بنوع الجنس على جميع مستويات السياسات، ومنذ ذلك الحين صدرت عدة خطط وطنية لتحقيق المساواة.

### مؤشر المساواة بين الجنسين
في مؤشر المساواة بين الجنسين لعام 2017، الذي يستخدم مقياسًا من 1 - التفاوت الكامل، إلى 100 - المساواة الكاملة، سجلت البرتغال 56 نقطة وهي أقل من المتوسط في الاتحاد الأوروبي بنحو 10 نقاط. وهذا يؤكد أن البرتغال أصبحت أقل من المتوسط مع تقدمها نحو حقوق المرأة. ورغم أن نتيجته كانت أقل من المتوسط، إلا أنها أظهرت مستوى أعلى من متوسط التقدم الذي أُحرز منذ عام 2005 وحتى عام 2015، إذ زادت نتيجتها بمقدار 6.1 نقطة.

### خطة العمل الوطنية
تمتلك البرتغال خطة عمل وطنية تغطي العنف المنزلي والعنف الجنسي، وتهدف إلى مكافحة العنف المنزلي والعنف القائم على نوع الجنس (2014-2017). كانت البرتغال أول دولة غير الاتحاد الأوروبي تصدق على اتفاقية مجلس أوروبا لمنع العنف ضد المرأة والعنف المنزلي ومكتفحته. يتصدر العنف العائلي سياسات المساواة بين الجنسين داخل البرتغال مع وضع استراتيجيات متعددة لمكافحة هذه المسألة.

### قوانين الإجهاض
كان قانون الإجهاض صارمًا قبل فبراير عام 2007، ولم يسمح به إلا إذا حدثت إصابة خطيرة أو حالة وفاة للمرأة. وقد كان هناك استفتاء في فبراير عام 2007 صوت بنسبة 59% لصالح إلغاء تجريم الإجهاض. وقد أتاح ذلك للمرأة القدرة على إنهاء الحمل حتى الأسبوع العاشر من الحمل. ومنذ هذا التغير في القانون أدى إلى انخفاض الوفيات وقلة عدد حالات الإجهاض عمومًا.